# Banigourou
Banigourou est un quartier situé dans le deuxième arrondissement de Kandi dans le département de l'Alibori au Bénin. 
Avec 7 868 habitants en 2013 selon un rapport de février 2016 de l'Institut National de la Statistique et de l'Analyse Économique (INSAE) du Bénin intitulé Effectifs de la population des villages et quartiers de ville du Bénin, le quartier Banigourou est l'un des plus peuplés de la ville de Kandi,,,,,.